# Rúben Pinto
Rúben Rafael de Melo Silva Pinto, meglio noto come Rúben Pinto (Odivelas, 24 aprile 1992), è un calciatore portoghese, centrocampista della Torreense.

## Caratteristiche tecniche
È un centrocampista centrale.

## Palmarès

### Club

#### Competizioni nazionali
- Coppa di Lega portoghese: 2

Benfica: 2011-2012, 2013-2014
- Campionato portoghese: 1

Benfica: 2013-2014
- Coppa del Portogallo: 1

Benfica: 2013-2014
- Supercoppa di Portogallo: 1

Benfica: 2014